# Fritz Baumgarten
Fritz Baumgarten (Berlino, 21 dicembre 1886 – 17 maggio 1961) è stato un calciatore tedesco, di ruolo portiere.